# La Vie privée (film, 1982)
Pour les articles homonymes, voir Vie privée (film).
Pour plus de détails, voir Fiche technique et Distribution.
La Vie privée (Частная жизнь, Chastnaya zhizn) est un film soviétique réalisé par Youli Raizman, sorti en 1982. Le film fut nommé à l'Oscar du meilleur film en langue étrangère.

## Synopsis
À la suite de la fusion des deux entreprises le directeur de l'une d'entre elles, Sergueï Abrikossov, est poussé à prendre la retraite. Il se retrouve soudain privé de ce qui était le sens de sa vie. La nouvelle de la mort de sa première épouse porte un coup supplémentaire à son moral. Sa famille non plus ne lui apporte pas de consolation. Son fils semble n'avoir aucun objectif dans la vie contrairement à lui au même âge, ils n'ont rien à partager. Les loisirs de sa femme le laissent indifférent. Avec amertume, Abrikossov constate que son temps est révolu. 
Sa femme et son fils s'inquiètent pour lui. Dans le doute, ils cachent son pistolet d'honneur, pour empêcher une éventuelle tentative de suicide. 
Petit à petit, Abrikossov réapprend à apprécier les choses simples et la vie de famille. Il rêve néanmoins qu'un jour, on fera encore appel à ses compétences professionnelles. Son espoir renait quand il est convoqué au ministère. Il se met à se préparer pour cet entretien. Le film se termine sur la scène où Abrikossov se regarde longtemps dans le miroir, avec un air qu'on ne lui connaissait pas le long de l'histoire. On ne peut qu'essayer de deviner ses pensées. 

## Fiche technique
- Titre : La Vie privée
- Titre original : Частная жизнь (Chastnaya zhizn )
- Réalisation : Youli Raizman
- Scénario : Youli Raizman et Anatoli Grebnev
- Photo : Nikolai Olonovski
- Décors : Tatiana Lapchina
- Pays d'origine : URSS
- Genre : drame
- Durée : 102 minutes
- Date de sortie :  1982

## Distribution
- Mikhaïl Oulianov : Sergueï Abrikossov
- Iya Savvina : Natalia Abrikossova, sa femme
- Irina Gubanova : Nelli Petrovna, l'ancienne secrétaire
- Alekseï Blokhine : Igor Abrikossov
- Tatiana Doguileva : Vika, la petite amie d'Igor
- Elena Sanaeva : Marina, la fille du premier mariage d'Abrikossov
- Lilia Gritsenko : Maria Andreevne, la belle-mère
- Mikhaïl Zimine : Vadim Andreevitch, le chef d'Abrikossov
- Evgueni Lazarev : Viktor Sergueïevitch, le nouveau directeur de l'usine

## Récompenses
- Lion d'or pour Yuli Raizman et Mikhaïl Oulianov à la Mostra de Venise en 1982
- La nomination pour l'Oscar du meilleur film en langue étrangère en 1982
- Grand prix du Festival panrusse du cinéma (en) en 1983
- Le prix d’État de l'URSS pour Yuli Raizman, Mikhaïl Oulianov, Iya Savvina et Tatiana Lapchina